# شهرستان امبالا
شهرستان امبالا (به لاتین: Imbala) یک منطقهٔ مسکونی در آنگولا است که در کوبل، آنگولا واقع شده‌است.